# 타르투
타르투(에스토니아어: Tartu [ˈtɑrtˑˈtu], 독일어: Dorpat 도르파트[*], 폴란드어: Dorpat, 스웨덴어: Dorpat, 라트비아어: Tērbata 테르바타, 러시아어: Юрьев 유리예프[*])는 에스토니아에서 두 번째로 큰 도시로 인구는 98,449명(2013년)이고 면적은 38.8 km2이다. 타르투 대학교가 위치해 있고 탈린에서 남동쪽으로 186km 떨어져 있다. 타르투 주의 주도이며 에마여기강이 이곳을 통과한다.

## 역사
1030년 키예프 대공국의 야로슬라프 1세 대공에 의해 건설되었다. 건설 당시에는 야로슬라프 1세의 세례명이었던 유리에서 이름을 딴 "유리예프"라고 불렀다. 13세기에는 검의 형제기사단의 지배를 받았으며 1280년대에는 한자 동맹에 가입했다. 리보니아 전쟁 이후에는 리투아니아 대공국(나중에 폴란드-리투아니아 연방에 편입됨)에 편입되었다.
1600년부터 1629년까지 일어난 스웨덴-폴란드 전쟁 이후에는 스웨덴의 지배를 받았으며 타르투 대학교가 이 시기에 세워졌다. 1721년 뉘스타드 조약이 체결되면서 러시아 제국에 편입되었다. 1920년 러시아와 에스토니아 사이에 체결된 타르투 조약에 따라 에스토니아에 편입되었지만 1939년 독소 불가침 조약이 체결되면서 소련에 편입되었다. 1991년 소련이 해체되면서 에스토니아에 편입되었다.

## 기후
| 타르투의 기후                                                      | 타르투의 기후 | 타르투의 기후 | 타르투의 기후 | 타르투의 기후 | 타르투의 기후 | 타르투의 기후 | 타르투의 기후 | 타르투의 기후 | 타르투의 기후 | 타르투의 기후 | 타르투의 기후 | 타르투의 기후 | 타르투의 기후 |
| 월                                                                 | 1월           | 2월           | 3월           | 4월           | 5월           | 6월           | 7월           | 8월           | 9월           | 10월          | 11월          | 12월          | 연간          |
| ------------------------------------------------------------------ | ------------- | ------------- | ------------- | ------------- | ------------- | ------------- | ------------- | ------------- | ------------- | ------------- | ------------- | ------------- | ------------- |
| 역대 최고 기온 °C (°F)                                             | 9.7 (49.5)    | 10.9 (51.6)   | 18.4 (65.1)   | 27.5 (81.5)   | 30.9 (87.6)   | 34.0 (93.2)   | 34.9 (94.8)   | 35.2 (95.4)   | 30.3 (86.5)   | 21.5 (70.7)   | 13.8 (56.8)   | 13.0 (55.4)   | 35.2 (95.4)   |
| 일평균 최고 기온 °C (°F)                                           | −1.8 (28.8)   | −1.6 (29.1)   | 3.3 (37.9)    | 11.1 (52.0)   | 17.1 (62.8)   | 20.6 (69.1)   | 23.1 (73.6)   | 21.8 (71.2)   | 16.3 (61.3)   | 9.2 (48.6)    | 3.3 (37.9)    | 0.0 (32.0)    | 10.2 (50.4)   |
| 일일 평균 기온 °C (°F)                                             | −4.1 (24.6)   | −4.4 (24.1)   | −0.5 (31.1)   | 5.9 (42.6)    | 11.5 (52.7)   | 15.5 (59.9)   | 18.0 (64.4)   | 16.7 (62.1)   | 11.8 (53.2)   | 6.0 (42.8)    | 1.2 (34.2)    | −2.1 (28.2)   | 6.3 (43.3)    |
| 일평균 최저 기온 °C (°F)                                           | −6.5 (20.3)   | −7.3 (18.9)   | −4.0 (24.8)   | 1.2 (34.2)    | 5.8 (42.4)    | 10.3 (50.5)   | 12.9 (55.2)   | 12.0 (53.6)   | 8.0 (46.4)    | 3.3 (37.9)    | −0.8 (30.6)   | −4.2 (24.4)   | 2.6 (36.7)    |
| 역대 최저 기온 °C (°F)                                             | −37.5 (−35.5) | −36.0 (−32.8) | −29.6 (−21.3) | −19.8 (−3.6)  | −7.2 (19.0)   | −2.2 (28.0)   | 1.8 (35.2)    | 1.5 (34.7)    | −6.6 (20.1)   | −13.8 (7.2)   | −22.2 (−8.0)  | −38.6 (−37.5) | −38.6 (−37.5) |
| 평균 강수량 mm (인치)                                              | 48 (1.9)      | 39 (1.5)      | 36 (1.4)      | 35 (1.4)      | 54 (2.1)      | 88 (3.5)      | 67 (2.6)      | 79 (3.1)      | 55 (2.2)      | 68 (2.7)      | 55 (2.2)      | 51 (2.0)      | 673 (26.5)    |
| 평균 강수일수 (≥ 1.0 mm)                                           | 12.8          | 9.9           | 9.3           | 8.3           | 8.5           | 10.7          | 9.5           | 11.2          | 9.8           | 11.9          | 11.3          | 12.4          | 125.6         |
| 평균 상대 습도 (%)                                                 | 88            | 85            | 76            | 68            | 65            | 70            | 74            | 77            | 82            | 86            | 89            | 89            | 79            |
| 평균 월간 일조시간                                                 | 33.7          | 65.1          | 140.3         | 190.9         | 266.0         | 258.0         | 268.7         | 227.6         | 152.1         | 79.3          | 30.0          | 24.3          | 1,735.9       |
| 출처: 에스토니아 기상청 (평년값: 1991년~2020년, 극값: 1865년~현재) |               |               |               |               |               |               |               |               |               |               |               |               |               |

## 같이 보기
- 타르투 대학교
- 에스토니아